# ابرو اوزکان
ابرو اوزکان (به ترکی: Ebru Özkan) متولد ۱۸ نوامبر ۱۹۷۸ در آنکارا، بازیگر ترکیه، فارغ‌التحصیل دانشگاه آنکارا، دانشکده تاریخ و جغرافیای زبان است.

## فعالیت‌ها
ابرو اوزکان سریال‌ها و فیلم‌های زیادی بازی کرده‌است و همچنین کار مدلینگ هم انجام داده‌است.
از دانشکده زبان و تاریخ و جغرافیا دانشگاه آنکارا فارغ‌التحصیل شده‌است و سپس به بازیگری پرداخته‌است.
او اولین بار در یک فیلم به نام خانه کابوس‌ها سال ۲۰۰۶ در نقش ملیسا نقش آفرینی کرد. در سال ۲۰۰۹ در سریال عمارت سراب در نقش هالیده ایفای نقش کرد. در سال ۲۰۲۳، در سریال اینترنتی شاهماران ساخت نتفلیکس ایفای نقش کرده‌است.